# Wythburn Head Tarns
Als Wythburn Head Tarns werden ein See und ein Abschnitt des Wyth Burn im Lake District, Cumbria, England bezeichnet.
Die Wythburn Head Tarns liegen westlich des Steel Fell und östlich des Ullscarf. Eine Reihe kleinerer meist unbenannter Flüsse treffen in einer The Bog genannten Region zusammen und bilden den Wyth Burn. Als die Wythburn Head Tarns werden ein kreisrunder See und eine s-förmigen Ausweitung des Flusses bezeichnet.